# Ralph B. White
Ralph Bradshaw White (* 28. August 1941 in San Bernardino, Kalifornien, Vereinigte Staaten; † 4. Februar 2008 in Glendale, Kalifornien, Vereinigte Staaten) war ein US-amerikanischer Kameramann, Filmregisseur, Filmproduzent und Photograph, der sich vor allem bei der Ortung und Dokumentation des Wracks der Titanic engagiert hat.

## Leben
White wuchs auf Hawaii auf. Am Vietnamkrieg war er bei den Marines beteiligt. Später gründete er eine Fallschirm-Schule in Lancaster und arbeitete als Kameramann im freien Fall für die Fernsehshow „Ripcord“ sowie mit Aufnahmen wilder Tiere als Kameramann für die National Geographic Society.
1976 entwickelte er gemeinsam mit Dr. Robert Ballard (Woodshole Oceanographic Institute), Emory Kristof (National Geographic Society) und Bill Tatum (Titanic Historical Society) die Idee, das Wrack der Titanic zu orten.
1978 arbeitete er als Kameramann für das Team der National Geographic Society, das in ca. 3700 m Tiefe ein Beleuchtungs- und Bilderfassungssystem in der Position ausbrachte, an der die Titanic gesunken war.
1985 dokumentierte er als Kameramann die Expedition, die am 1. September das Wrack der Titanic fand.
1987 und 2000 war er als stellvertretender Leiter und Photograph an der Bergung einer Großen Zahl an Objekte aus den Überresten der Titanic beteiligt.
1991 wirkte er als Kamerataucher und Navigator am IMAX-Film „Titanica“ mit. Die Filmarbeiten fanden vom russischen Forschungsschiff Akademik Mstislaw Keldysch aus mittels der beiden U-Boote Mir I und Mir II statt.
1992 war er stellvertretender Leiter einer Expedition zur weiteren Erkundenung und Dokumentation des Titanic-Wracks vom Forschungsschiff Sea Mussel aus.
1994 entwickelte er eine spezielle Fotografier- und Beleuchtungsanlage für Arbeiten des Filmemachers James Cameron am Wrack der Titanic.
1995–96 war er Expeditionsleiter und zweiter Kameramann beim Film „Titanic“ von James Cameron. Dabei unternahm er als Kopilot des französischen U-Bootes Nautile und des russischen U-Bootes Mir 35 Tauchfahrten zu dem in ca. 3700 m Tiefe liegenden Wrack der Titanic.
1999 arbeitete er als stellvertretender Expeditionsleiter, Photograph und Vortragender für touristische Ausflüge zum Titanic-Wrack mit den beiden russischen Mir-U-Booten.
2000 leitete er eine Expedition zur Bergung von über 900 ausgewählten Gegenständen aus den Überresten der Titanic.
2001 überwachte er die Tauchoperationen des ROV Medusa im Rahmen der Filmarbeiten für James Camerons dreidimensionalen IMAX-Film „Die Geister der Titanic“.
2005 koordinierte er den Einsatz der technischen Ausrüstung während James Camerons Fernseh-Live-Sendung „Last Mysteries of the Titanic“.
Ebenfalls 2005 trug er mit Tiefseeaufnahmen und als Experte für das Titanic-Wrack zur Fernsehsendung „Titanic's Last Moments“ mit John Chatterton und Ritchie Kohler bei.

## Filmographie

### Als Kameramann
- „Titanic's Final Moments: Missing Pieces“ (2006) (TV)
- „Last Mysteries of the Titanic“ (2005) (TV)
- „Titanica“ (1995)
- „Auf der Jagd nach dem verlorenen Schatz“ (1984)
- „New! Animal World“ (1983) (TV-Serie)
- „The World of Reptiles“ (1971) (TV)
- „Animal World“ (1969–1970) (TV-Serie, 3 Folgen)
- „World of the Sea“ (1970) (TV-Serie)
- „The Challenging Sea“ (1969) TV-Serie

### Als Regisseur
- „New! Animal World“ (1983) (TV-Serie)
- „The World of Reptiles“(1971) (TV)
- „Animal World“ (1969–1970) (TV-Serie, 2 Folgen)
- „World of the Sea“ (1970) (TV-Serie)

### Als Produzent
- „Animal World“ (1969–1970) (TV-Serie, 3 Folgen)
- „World of the Sea“ (1970) (TV-Serie)
- „The Challenging Sea“ (1969) (TV-Serie)